# MOUSE: P.I. For Hire
MOUSE: P.I. For Hire (с англ. — «МАУС: Сыщик по найму») — будущая компьютерная игра в жанре шутера от первого лица, которая разрабатывается польской компанией Fumi Games и будет издана австралийской компанией PlaySide Studios Limited. Игра, основанная на дизайне персонажей из ранних мультфильмов о Микки Маусе, должна выйти в 2025 году.

## Игровой процесс
MOUSE: P.I. For Hire — это 3D-шутер от первого лица в стиле rubberhose, в котором есть перестрелки в мультяшном стиле. Отдельные игровые обозреватели отмечают, что это смесь Cuphead и других шутеров от первого лица
.

## Выход
MOUSE: P.I. For Hire выйдет в 2025 году, также будут анонсированы версии для Xbox One, Xbox Series X/S, PlayStation 4, PlayStation 5 и Nintendo Switch. 16 января 2025 года появилась информация о том, что игра выйдет на Nintendo Switch 2.